# Gare de Bologne-Centrale
Pour les articles homonymes, voir Gare de Bologne (homonymie).

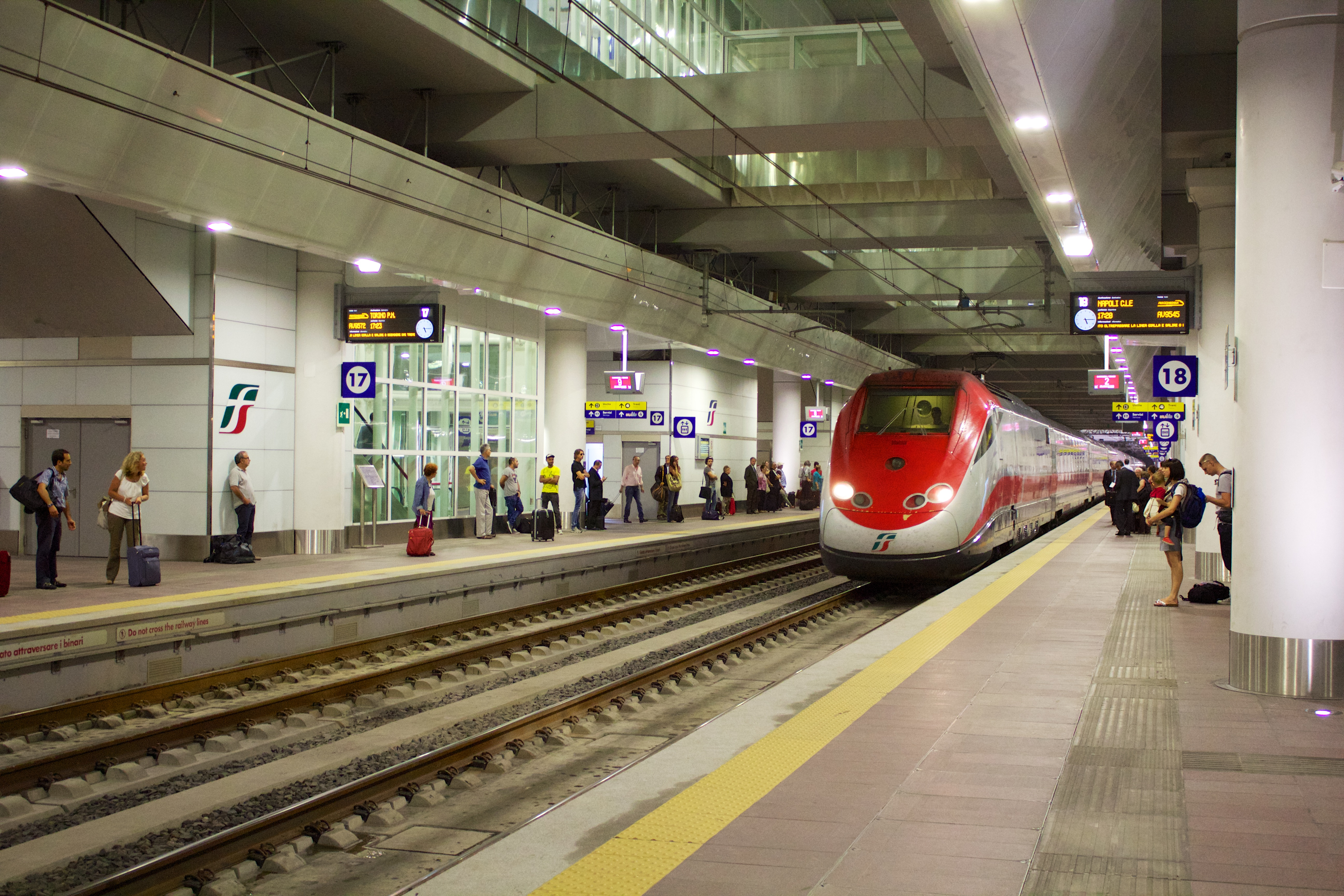
Bologne Centrale AV grande vitesse.

La gare de Bologne-Centrale (en italien : stazione di Bologna Centrale) est la principale gare nationale et internationale de la ville italienne de Bologne, chef-lieu de la région d'Émilie-Romagne (plaine du Pô) et de la province de même nom.

## Situation ferroviaire
Elle est le point de départ de l'ensemble des services du Service ferroviaire suburbain de Bologne.

## Histoire
Le 2 août 1980, à 10 h 25, à la gare de Bologne, une bombe posée dans la salle d'attente explose. Elle tue 85 personnes et en blesse plus de 200, arrivant ou partant de la gare pour les vacances d'été. Des membres d'un groupe d'extrême droite, le grand-maître de la loge maçonnique Propaganda Due, et deux officiers des services secrets militaires italiens furent condamnés pour l'attentat.

## Service des voyageurs

### Desserte
Les lignes suivantes desservent la gare :
- EuroCity pour Munich
- Bologne-Milan (grande vitesse)
- Bologne-Milan (ligne classique)
- Florence-Bologne (grande vitesse)
- Florence-Bologne (ligne classique)
- Vérone-Bologne
- Padoue-Bologne
- Bologne-Ancona
- Bologne–Vignola exploitée par Ferrovie dell'Emilia Romagna
- Bologne–Portomaggiore
- Bologne–Pistoia